# 2015年夏季世界大學運動會乒乓球比賽
2015年夏季世界大學運動會乒乓球比賽於2015年7月6日至7月13日在長城洪吉童體育館舉行。此次比賽共設七個小項，分別是男子單打、男子雙打、男子團體、女子單打、女子雙打、女子團體和混合雙打。

## 獎牌榜
| 排名 | 国家／地区 | 金牌 | 银牌 | 铜牌 | 總數 |
| ---- | ---------- | ---- | ---- | ---- | ---- |
| 1    | 中国       | 4    | 1    | 2    | 7    |
| 2    | 日本       | 1    | 3    | 2    | 6    |
| 2    | 中華台北   | 1    | 3    | 2    | 6    |
| 4    | 韩国       | 1    | 0    | 5    | 6    |
| 5    | 法国       | 0    | 0    | 1    | 1    |
| 5    | 罗马尼亚   | 0    | 0    | 1    | 1    |
| 5    | 俄罗斯     | 0    | 0    | 1    | 1    |
| 總計 | 總計       | 7    | 7    | 14   | 28   |

## 獲勝者
| 項目              | 金牌                                            | 银牌                                                    | 铜牌                                                                        |
| 男子單打 （詳細） | 森薗政崇（日本）                                | 大島祐哉（日本）                                        | 李相秀（韩国）                                                              |
| 男子單打 （詳細） | 森薗政崇（日本）                                | 大島祐哉（日本）                                        | 劉燚（中国）                                                                |
| 女子單打 （詳細） | 車曉曦（中国）                                  | 江越（中国）                                            | 瑟奇·贝尔纳黛特（罗马尼亚）                                                 |
| 女子單打 （詳細） | 車曉曦（中国）                                  | 江越（中国）                                            | 梁夏銀（韩国）                                                              |
| 男子雙打 （詳細） | 中華台北 江宏傑 黃聖盛                          | 日本 · 森薗政崇 · 大島祐哉                              | 韩国 · 鄭榮植 · 金珉錫                                                      |
| 男子雙打 （詳細） | 中華台北 江宏傑 黃聖盛                          | 日本 · 森薗政崇 · 大島祐哉                              | 中国 · 陳鑫 · 劉燚                                                          |
| 女子雙打 （詳細） | 中国 · 車曉曦 · 江越                            | 中華台北 鄭怡靜 李依真                                  | 韩国 · 田志希 · 梁夏銀                                                      |
| 女子雙打 （詳細） | 中国 · 車曉曦 · 江越                            | 中華台北 鄭怡靜 李依真                                  | 日本 · 北岡繪里子 · 司有貴                                                  |
| 混合雙打 （詳細） | 韩国 · 田志希 · 金珉錫                          | 中華台北 陳思羽 江宏傑                                  | 俄罗斯 · Taras Merzlikin · Yana Noskova                                     |
| 混合雙打 （詳細） | 韩国 · 田志希 · 金珉錫                          | 中華台北 陳思羽 江宏傑                                  | 中華台北 陳建安 鄭怡靜                                                      |
| 男子團體 （詳細） | 中国 · 陳鑫 · 房胤池 · 賴佳新 · 劉燚 · 呂翔     | 日本 · 町飛鳥 · 森薗政崇 · 大島祐哉 · 上田仁 · 吉田雅己 | 法国 · Benjamin Brossier · Tristan Flore · Romain Lorentz · Quentin Robinot |
| 男子團體 （詳細） | 中国 · 陳鑫 · 房胤池 · 賴佳新 · 劉燚 · 呂翔     | 日本 · 町飛鳥 · 森薗政崇 · 大島祐哉 · 上田仁 · 吉田雅己 | 中華台北 陳建安 江宏傑 黃聖盛 廖振珽 楊恆韋                                 |
| 女子團體 （詳細） | 中国 · 車曉曦 · 郭奕宸 · 江越 · 馬越斐 · 鄭詩暢 | 中華台北 陳思羽 鄭先知 鄭怡靜 李依真 林佳慧             | 日本 · 北岡繪里子 · 丹羽美里 · 司有貴 · 鈴木李茹 · 山本                     |
| 女子團體 （詳細） | 中国 · 車曉曦 · 郭奕宸 · 江越 · 馬越斐 · 鄭詩暢 | 中華台北 陳思羽 鄭先知 鄭怡靜 李依真 林佳慧             | 韩国 · Hwang Ji-na · 田志希 · Lee So-bong · Lee Yeong-eun · 梁夏銀          |

## 外部連結
- 2015年夏季世界大學運動會 – 乒乓球